# Amerila melanthus
Amerila melanthus är en fjärilsart som beskrevs av Pieter Cramer 1780. Amerila melanthus ingår i släktet Amerila och familjen björnspinnare. Inga underarter finns listade i Catalogue of Life.